# Carlos Maul
Carlos Alberto Maul (Petrópolis, 2 de setembro de 1887 - Rio de Janeiro, 13 de março de 1973) foi um poeta, escritor, historiador, crítico de literatura e jornalista brasileiro. 

## Biografia
Como escritor, Carlos Maul conviveu com os poetas Olavo Bilac e Coelho Neto e com vários outros que se antecederam ou se opunham ao movimento modernista de 1922.

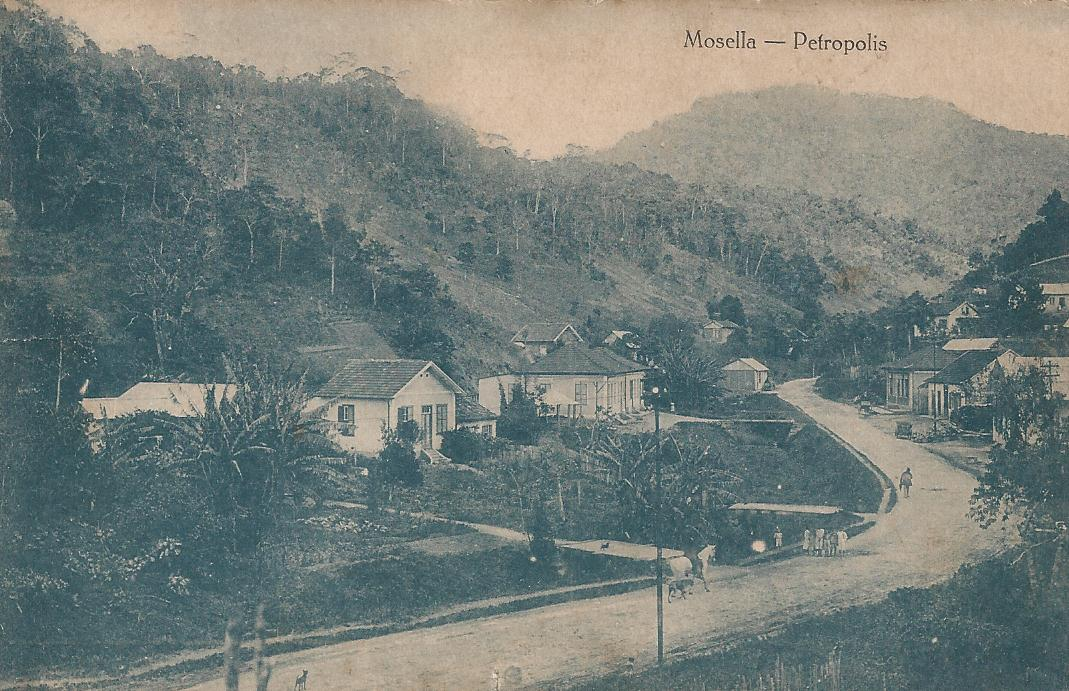
Mosela: bairro onde Carlos Maul nasceu, na cidade de Petrópolis

Foi membro do Instituto Brasileiro de Cultura, do Conselho da Associação Artística Brasileira, da Academia Carioca de Letras, da Academia Petropolitana de Letras e Academia Fluminense de Letras. Também foi deputado estadual, pelo seu Estado do Rio de Janeiro.
Foi diretor do Departamento Cultural do Estado do Rio de Janeiro e membro do Conselho Diretor da  Biblioteca do Exército (BibliEx). Também fazia parte da Associação dos Velhos Jornalistas e do Centro Catulo da Paixão Cearense.
Na imprensa carioca começou a trabalhar desde antes da Primeira Guerra Mundial, onde escreveria pelos Jornal do Commercio, Correio da Manhã, Gazeta de Notícias, O Dia e no A Notícia, notabilizando-se por suas críticas literárias, suas opiniões contrárias ao comunismo e sua oposição ao movimento modernista na literatura, artes plásticas e na música. Suas críticas ao pintor Lasar Segall é um exemplo da oposição de Maul ao modernismo. Nos jornais nos quais atuou conviveu com Alcindo Guanabara, João do Rio, Cândido de Campos, Edmundo Bittencourt, Chagas Freitas e Othon Paulino, diretor de "O Dia".
Maul ainda foi escrivão de polícia da então capital federal
Faleceu em seu apartamento, vitimado por um colapso cardíaco. Foi sepultado no Cemitério de São Francisco Xavier, popularmente chamado de Cemitério do Caju, na cidade do Rio de Janeiro, estando na sepultura 17219, quadra 74.
Carlos Maul deixou entre 45 a 60 livros publicados. Maul tinha ascendência familiar nos descendentes de colonos alemães que imigraram e fixaram residência na cidade de Petrópolis no século XIX.
Carlos ao falecer deixou viúva, três filhas e oito netos. Carlos também possuía parentesco com o regente Octavio Maul.

## Homenagens
Ainda em vida, Carlos Maul foi homenageado em Petrópolis com um busto erguido nos jardins da praça da Mosela, bairro onde nasceu e passou sua infância. O busto, obra do artista plástico Pereira Barreto, teve como iniciativa da homenagem o Clube 29 de Junho, quando Maul completava 84 anos.
Durante o Salão Nacional de Belas Artes de 1952, realizado na cidade do Rio de Janeiro, o escultor campista Modestino Kanto expôs uma escultura em homenagem a Maul, intitulada "Cabeça de Carlos Maul", onde era retratado o seu rosto.